# Air France Hop
Air France Hop (Eigenschreibweise Air France HOP) ist eine französische Regionalfluggesellschaft mit Sitz in Bouguenais und Basis auf dem Flughafen Nantes Atlantique. Sie ist eine Tochtergesellschaft der Air France.

## Geschichte
Air France HOP entstand am 31. März 2013 aus dem Zusammenschluss der regionalen Gesellschaften Airlinair, Brit Air und Regional Airlines unter dem Markennamen HOP!. Sie sollte auf die Konkurrenzsituation durch die diversen Billigfluggesellschaften wie easyJet oder Ryanair reagieren. Die Leitung übernahm der ehemalige PDG der Airlinair, Lionel Guérin. Der Erstflug fand am 31. März 2013 von Paris-Orly nach Perpignan statt.

Logo der HOP! von 2013 bis Januar 2019

Im Jahr 2016 gingen die drei beteiligten Gesellschaften in der Marke Hop! auf.
Zum 1. Februar 2019 wurde die Gesellschaft umbenannt in Air France HOP und damit stärker angelehnt an den Marktauftritt der Muttergesellschaft.
Seit 1. Juli 2019 leitet der bereits zuvor für Air France tätige Pierre-Olivier Bandet das Unternehmen.
Zum Dezember 2020 meldete Hop eine Halbierung der Flotte auf 32 Maschinen. Künftig soll nur noch mit den Typen Embraer E170 und E190 geflogen werden. Zudem wird der Betrieb auf die Drehkreuze Paris-Charles-de-Gaulle (statt Paris-Orly) und Lyon Saint-Exupéry konzentriert.

## Flugziele
Air France HOP führt zahlreiche nationale und europäische Regional- und Zubringerflüge im Namen der Muttergesellschaft Air France durch, seit September 2019 ausschließlich unter deren Flugnummern.
Im deutschsprachigen Raum werden Basel, Düsseldorf, Frankfurt, Hamburg, Hannover, Innsbruck, Nürnberg und Stuttgart angeflogen, in der französischsprachigen Schweiz Genf.

## Flotte

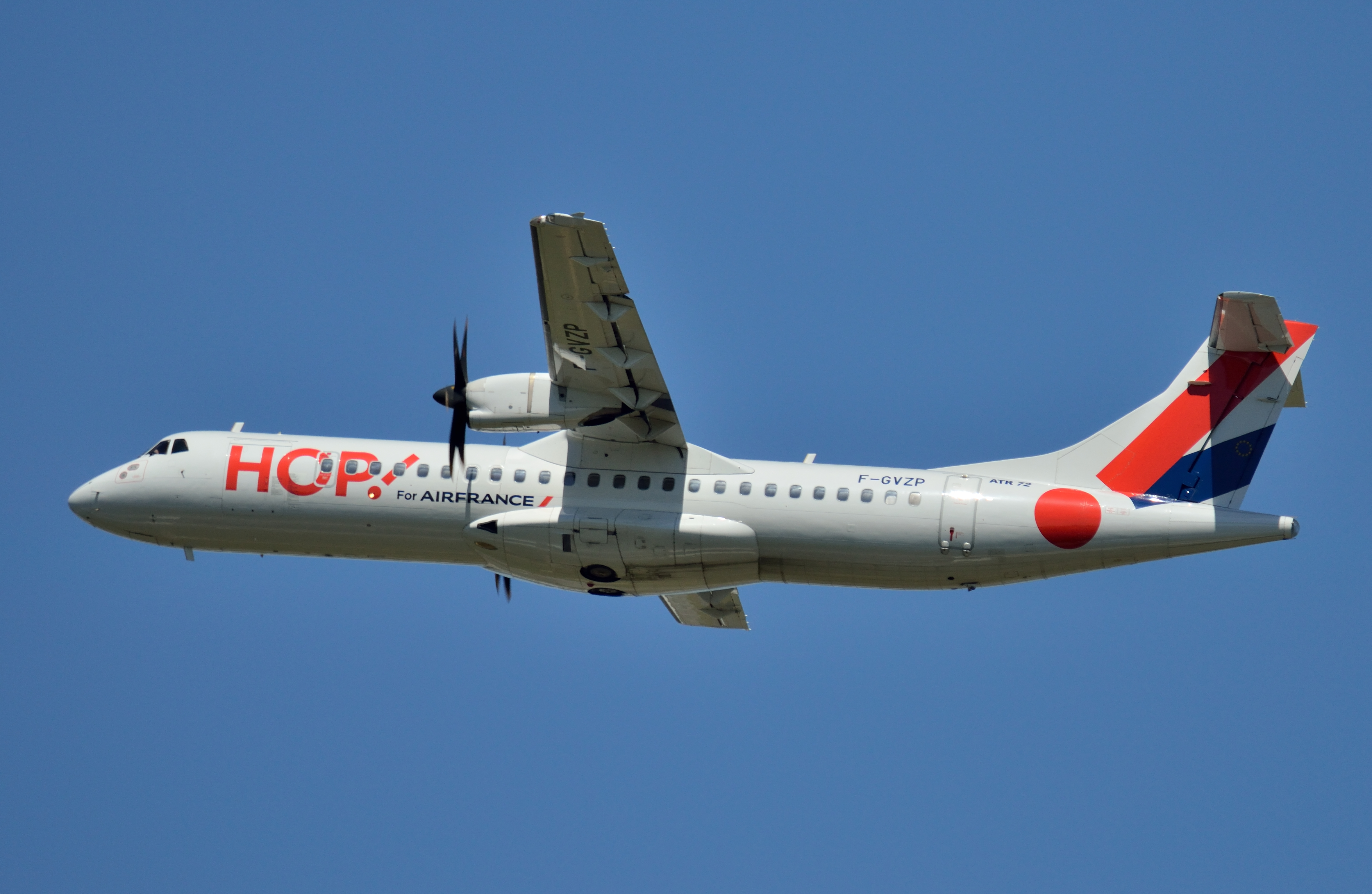
ATR 72-500 der Air France HOP

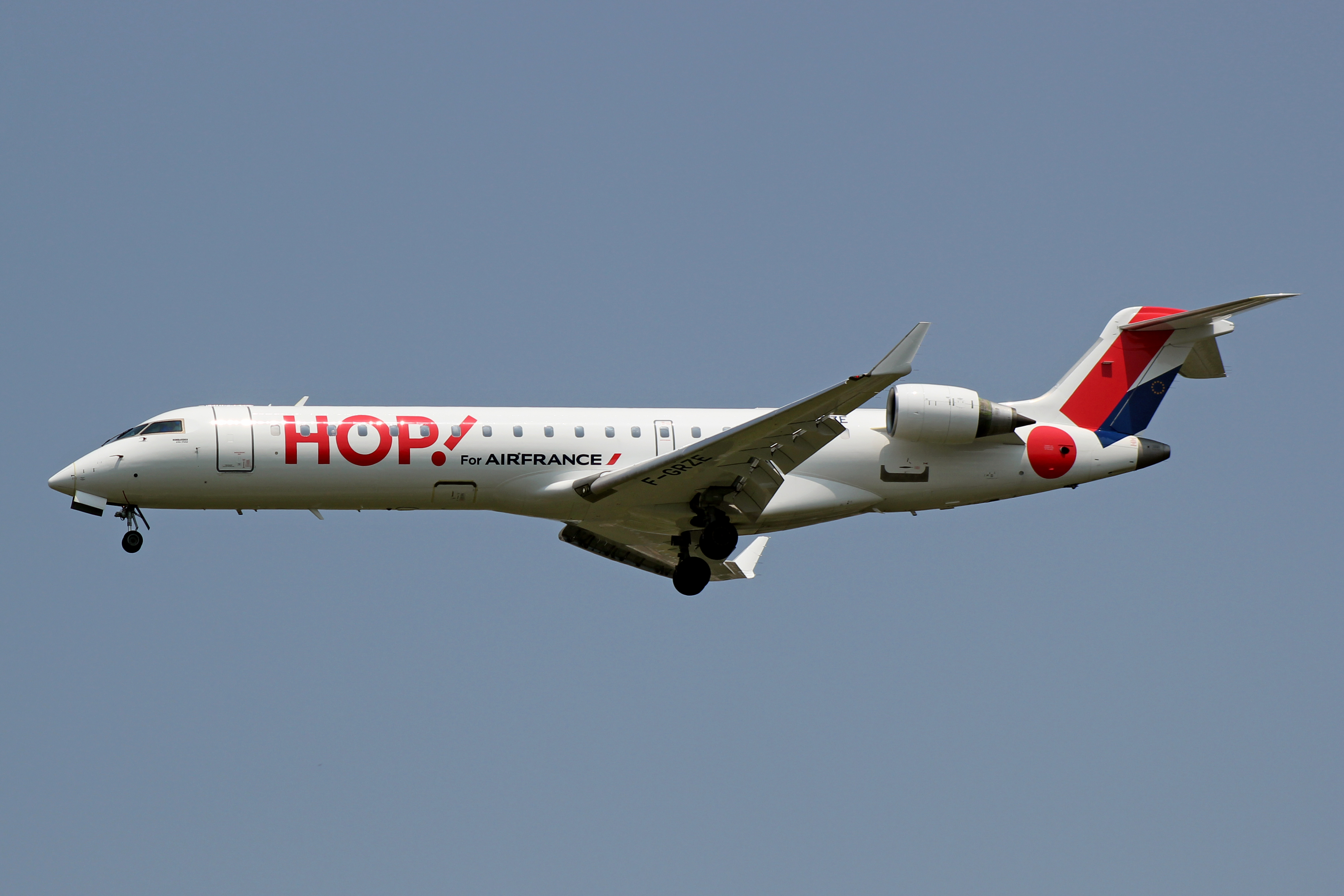
Bombardier CRJ700 der Air France HOP

### Aktuelle Flotte
Mit Stand April 2025 besteht die Flotte der Air France HOP aus 36 Flugzeugen mit einem Durchschnittsalter von 14,2 Jahren:

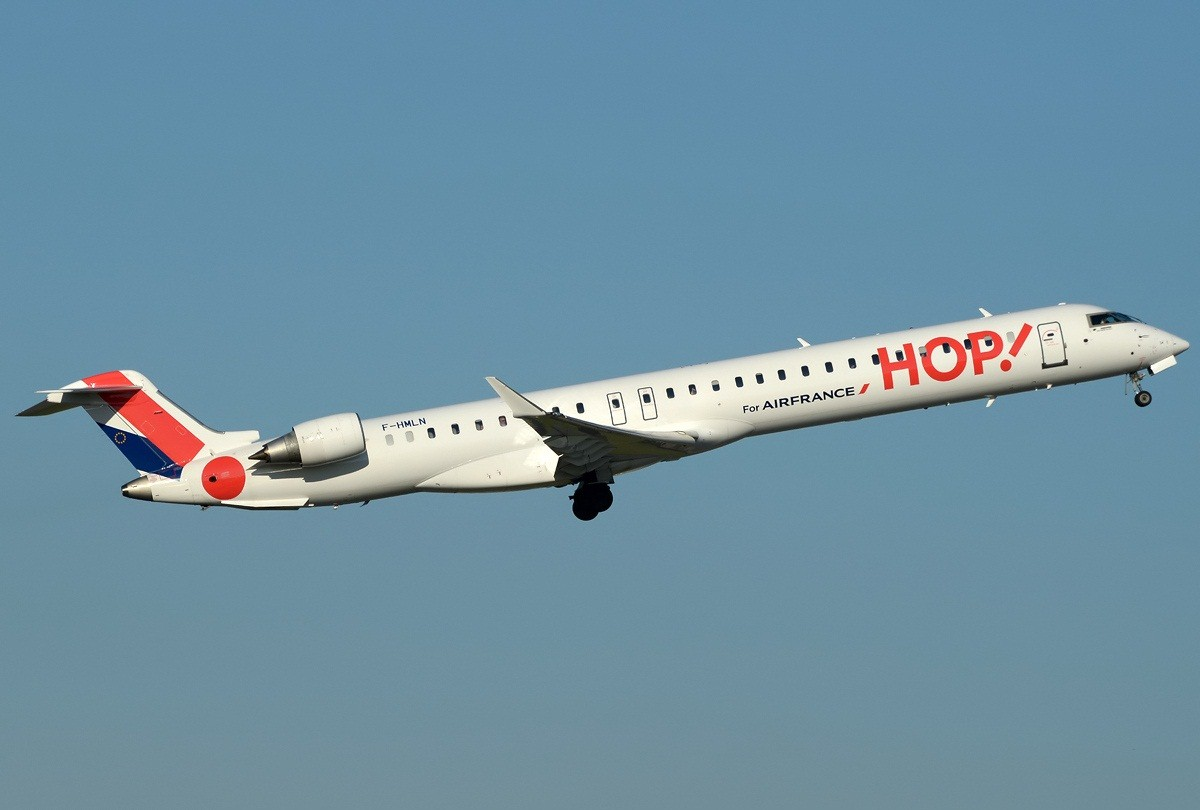
Bombardier CRJ1000 der Air France HOP

| Flugzeugtyp     | Anzahl | bestellt | Anmerkungen  | Sitzplätze | Durchschnittsalter |
| --------------- | ------ | -------- | ------------ | ---------- | ------------------ |
| Embraer ERJ-170 | 13     |          | eine inaktiv | 76         | 17,2 Jahre         |
| Embraer ERJ-190 | 23     |          |              | 100        | 12,5 Jahre         |
| Gesamt          | 36     | -        |              |            | 14,2 Jahre         |

### Ehemalige Flugzeugtypen
In der Vergangenheit setzte Air France HOP bereits folgende Flugzeugtypen ein:
- ATR 42
- ATR 72
- Bombardier CRJ-100
- Bombardier CRJ-700
- Bombardier CRJ-1000
- Embraer ERJ-145